# Comuna Rodnîkove, Simferopol
Rodnîkove (în ucraineană Родникове) este o comună în raionul Simferopol, Republica Autonomă Crimeea, Ucraina, formată din satele Arkadievka, Kubanske, Kurhanne, Novîi Mîr, Rodnîkove (reședința) și Șafranne.

## Demografie
Componența lingvistică a comunei Rodnîkove
     Rusă (58,02%)
     Tătară crimeeană (28,78%)
     Ucraineană (11,86%)
     Alte limbi (0,51%)
Conform recensământului din 2001, majoritatea populației comunei Rodnîkove era vorbitoare de rusă (58,02%), existând în minoritate și vorbitori de tătară crimeeană (28,78%) și ucraineană (11,86%).